# 江澤研究所

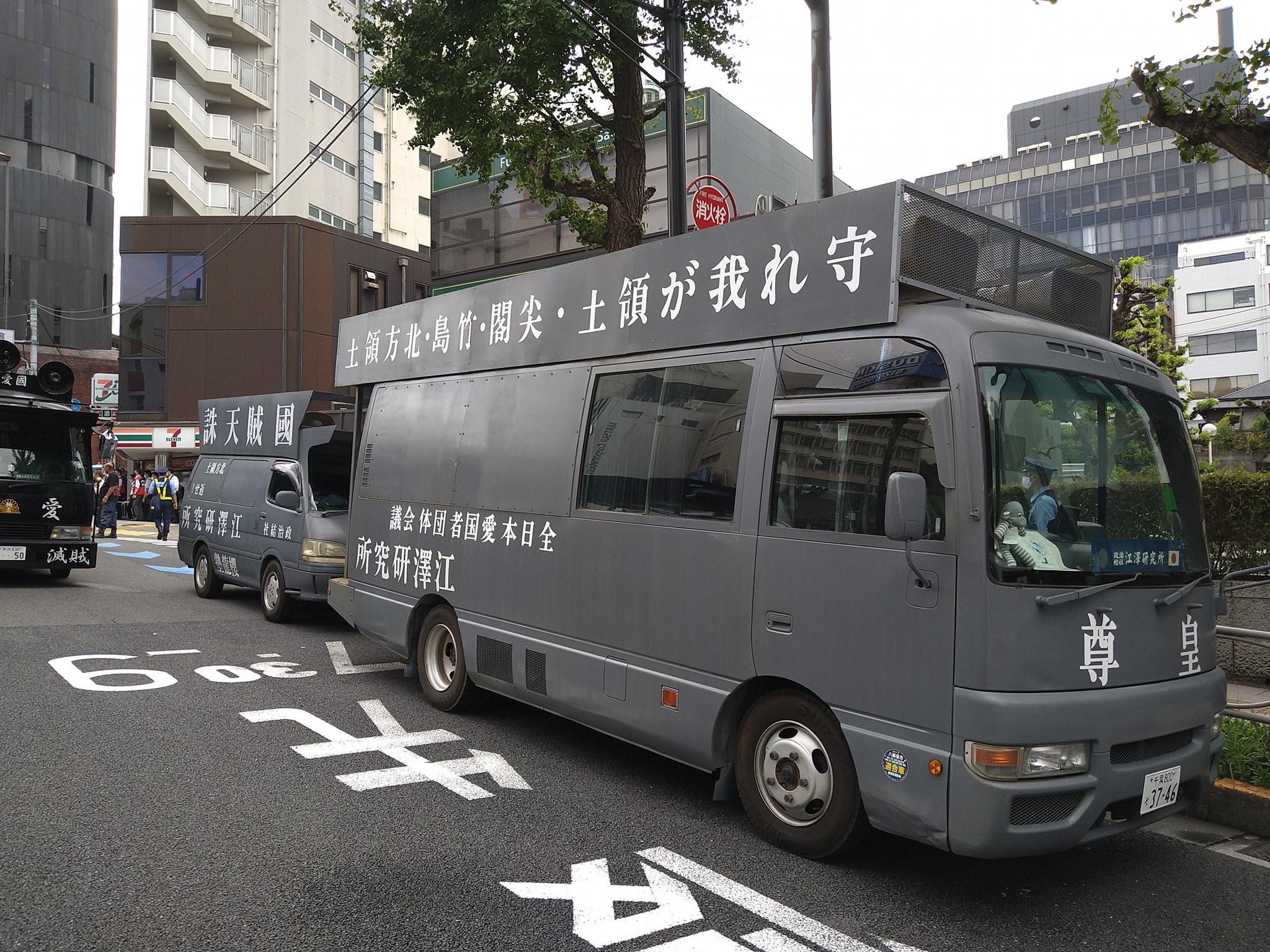
江澤研究所の街宣車

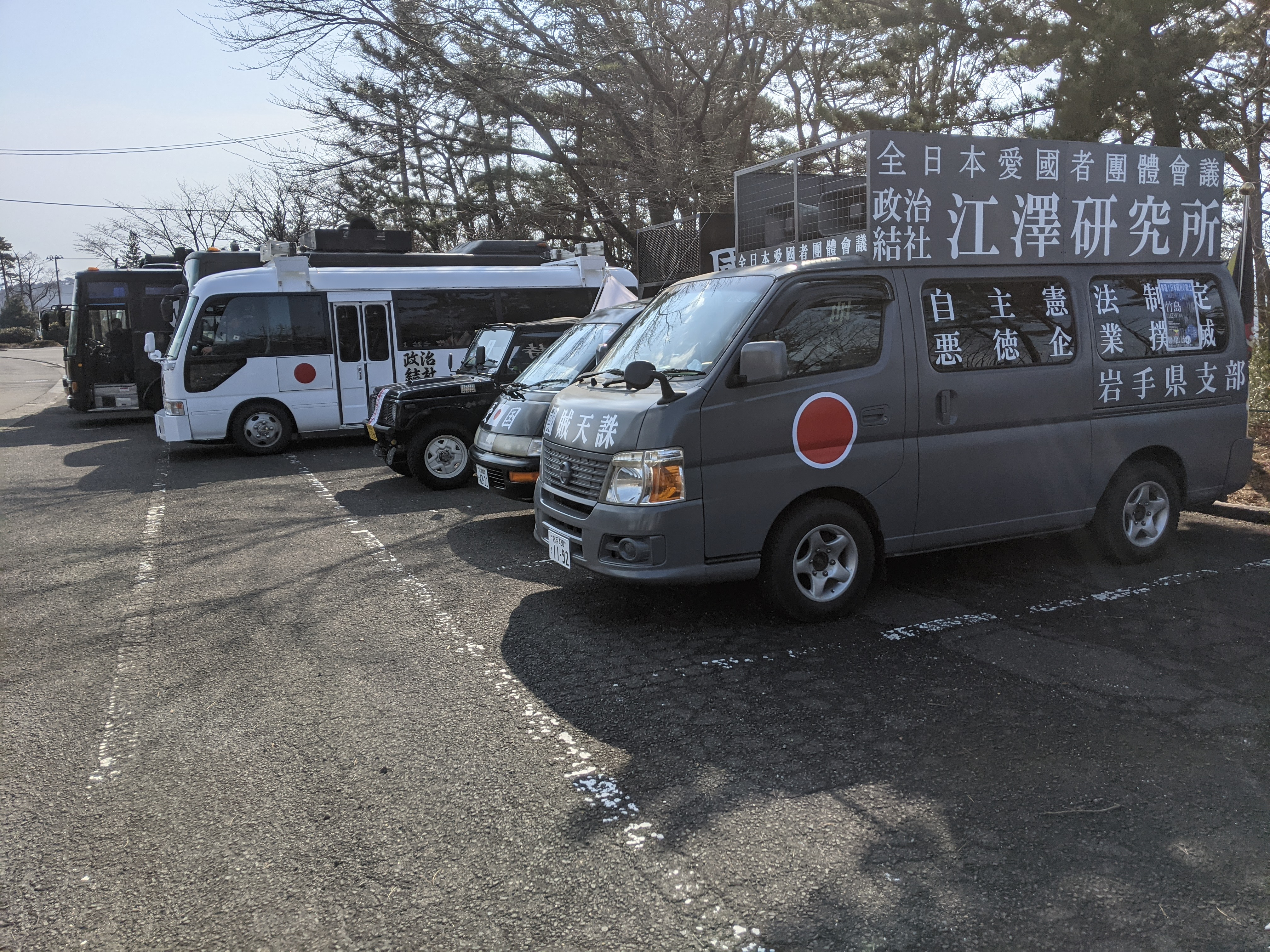
江澤研究所の街宣車

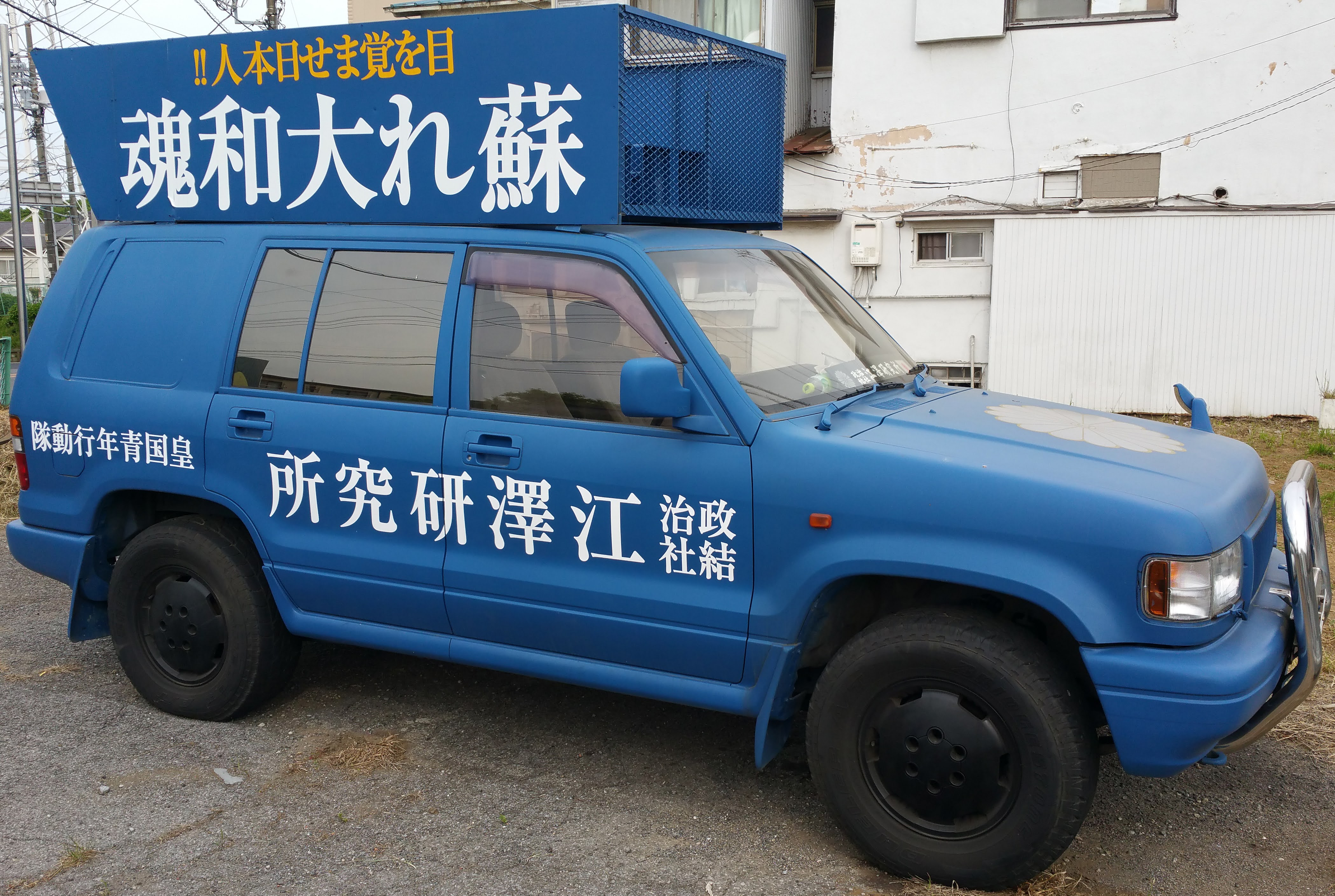
江澤研究所の街宣車

江澤研究所（せいじけっしゃ えざわけんきゅうじょ）は、全日本愛国者団体会議に加盟する日本の右翼団体。

## 設立
平成9年（1997年）10月10日

## 設立者
会長・江澤良彰

## 活動内容
- 領土問題(北方領土・竹島・尖閣諸島)についての研究及び行動。
- 既成企業等の動向を調査研究し、日本政府の経済政策及び企業実態の墜落点の解明、追及。
- 悪徳企業の撲滅に向けての糾弾活動。
- 悪徳経済政策に対しての糾弾活動。
- 青少年の育成道義を重んじ既成教育の改革肯定論の展開。
- 地域保護と環境破壊の防止運動。
- 公共工事に於ける談合の研究、及び追及。
- 共産党撲滅・日教組、全教の解体。

## 本拠地
千葉県千葉市中央区に総本部を置く。

## 本部・支部

### 北海道支部
所在地：北海道虻田郡

### 岩手県本部
所在地：岩手県釜石市

## 下部団体
政治結社 櫻龍塾